# Poliklinisch bevallen
Poliklinisch bevallen is een  bevalling in een ziekenhuis begeleid door de eigen  verloskundige zonder opname. Als alles goed gaat kan men binnen 24 uur of maximaal 48 uur nadat de baby geboren is, weer naar huis.

## Voor- en nadelen
Voordeel van de poliklinische bevalling ten opzichte van een thuisbevalling is, dat bij eventuele complicaties zoals niet goed vorderen van de bevalling of bij twijfel bestaat aan de goede conditie van het kind, geen transport naar het ziekenhuis nodig is.
Een ander voordeel van een poliklinische bevalling is dat apparatuur achter de hand is voor eventueel ingrijpen om de baring te bespoedigen (vacuüm, tang) of eventueel een keizersnede uit te voeren.
Al naargelang de plaatselijke regelingen zijn specialisten in huis voor het uitvoeren van een keizersnede, of kunnen deze worden opgeroepen, wat echter een eventueel tijdsvoordeel relativeert.
Als nadelen van de poliklinische bevalling zijn te vermelden dat de kans op het niet vorderen van de baring in het ziekenhuis groter is dan bij een thuisbevalling, vooral als de vrouw in een vroeg stadium naar de kliniek komt. Dit lijkt een van de redenen te zijn, waarom vrouwen die in het ziekenhuis bevallen meer kans hebben op een ingreep tijdens de bevalling bij een gelijk risicoprofiel.
In België was een van de nadelen van een poliklinische bevalling in vergelijking met een klinische bevalling, dat er thuis in tegenstelling tot de Nederlandse situatie geen hulp (kraamverzorgster) aanwezig was na de bevalling. Dit kon ertoe leiden dat de begeleiding van de kraamvrouw minder intensief was en dat de neiging bestond in huis alles meteen zelf te gaan doen. Inmiddels is in België wel een mogelijkheid om gedurende een bepaalde periode na de bevalling kraamzorg thuis te krijgen. Deze hulp beperkt zich niet enkel tot medische hulp gedurende de eerste periode na de bevalling, maar ook hulp in het huishouden, zodat de jonge moeder de nodige rust krijgt alsook ondersteuning en tijd om een evenwicht te vinden in het leven en te genieten van de baby.

## Onderzoeken
Uit een vergelijkende studie tussen poliklinische en klinische bevallingen bleek in Berlijn dat 20% van de kraamvrouwen zich na een poliklinsche bevalling opvallend vermoeid voelden tegenover 8% na een klinische bevalling.
Problemen waarvoor een secundaire kliniekopname nodig kan worden, zijn bijvoorbeeld nabloedingen bij de moeder (zelden), en anderzijds de mogelijkheid van een vroegtijdige icterus bij het kind, als de bilirubinewaarden zo hoog zijn, dat bestraling met UV-licht of een wisseltransfusie nodig is (zelden).

## Nederland
In Nederland lijkt er op dit moment weer een trend te bestaan naar meer poliklinische bevallingen. De redenen hiervan zijn waarschijnlijk divers. Enerzijds worden door de hogere leeftijd van de barenden en door meer onderzoekingen tijdens de zwangerschap steeds meer vrouwen tot risicozwangerschap verklaard. Anderzijds verdwijnt vooral in de grote steden de cultuur van thuisbevallingen door immigratie uit landen met andere zeden en gewoonten, door minder kinderen per vrouw en in sommige gevallen door de woonomstandigheden. Ook de aanwezigheid van mannen bij de bevalling heeft in de loop der laatste decennia waarschijnlijk bijgedragen aan een andere gezichtswijze op de bevalling. Sommige vrouwen voelen zich subjectief veiliger bij een poliklinische bevalling dan bij een thuisbevalling, hoewel volgens het Gelderlandonderzoek bij gelijk risicoprofiel de thuisbevalling een even veilige optie blijkt te zijn als de ziekenhuisbevalling.
In Nederland bevallen de meeste vrouwen thuis of poliklinisch, mede omdat de kraamzorg na de bevalling zo geregeld is, dat zowel de huishoudelijke hulp aan de moeder in de eerste dagen na de bevalling, als de medische verzorging van de moeder door de combinatie van kraamverzorgende en verloskundige/huisarts, goed geregeld zijn.

## België
Hoewel er tijdens de laatste jaren een tendens bestaat tot het verkorten van het kliniekverblijf tijdens het kraambed, vooral voor meerbarende, komt de poliklinische bevalling in België nog niet vaak voor. De meeste vrouwen bevallen in de kliniek en brengen daar ook de (eerste) dagen van de kraamtijd door.